# Centro dell'ovest Buffalo Bill
Il Centro dell'ovest "Buffalo Bill", precedentemente chiamato Centro storiografico Buffalo Bill, è un complesso museale composto da cinque musei e una biblioteca di ricerca con arte e manufatti degli Stati Uniti d'America occidentali situato a Cody, nel Wyoming. I cinque musei includono il Museo di Buffalo Bill, il  Museo degli indiani delle pianure, il Museo di arte western Whitney, il Museo di storia naturale Draper e il Museo delle armi da fuoco di Cody. Fondato nel 1917 per preservare l'eredità e la visione del colonnello William Frederick Cody (meglio noto come Buffalo Bill) il Center of the West è il complesso museale più antico e completo degli Stati Uniti occidentali, descritto dal New York Times come "tra i musei più importanti della nazione".

## Storia
Il complesso risale al 1917, quando fu fondata l'Associazione per la memoria di Buffalo Bill Memorial dopo la morte di William F. Cody, l'originale Buffalo Bill. A poco a poco furono aggiunti altri elementi a quello che iniziò come centro storiografico. L'attuale edificio, che include cinque musei per una superficie totale di circa sette acri (28.328 m²), espone oltre 50.000 manufatti.
Dal 2008 il centro fa parte del programma Smithsonian Affiliates, ed è stato il primo complesso museale del Wyoming ad avere questo status. Come affiliato, il Centro dell'Ovest ha ospitato artefatti della fondazione Smithsonian. Recentemente ha anche prestato alcune delle sue vaste collezioni a una mostra Smithsonian a Washington, DC

I musei sono collegati da un "credo" unificante (adottato nel 2010 dal Board of Trustees) che inizia, "Crediamo in uno spirito, definibile e intellettualmente reale, chiamato "Lo spirito dell'Ovest americano". L'istituzione include il Museo di Buffalo Bill, recentemente riconcepito, che mette in evidenza gli effimeri occidentali e oggetti storici nel raccontare la storia della vita di Williaam Federick Cody, dettp "Buffalo Bill". Edward Rothstein del New York Times ha scritto, 
 La mostra [su Buffalo Bill] afferma ciò che il centro nel suo insieme dimostra: che dietro la mitologizzazione c'è qualcosa che vale la pena custodire, anche se è imperfetto, complesso e ancora in evoluzione. Il vecchio impulso a demolire il mito è stato messo da parte. 

## Museo di Buffalo Bill
Il museo originario fu inaugurato nel 1927 in una capanna di legno di fronte alla posizione attuale. Fu reinstallato nel 1986 ed è ora parte del complesso dei cinque musei. Il museo offre una visione ad ampio raggio della vita e dei tempi di William F. Cody, nonché del personaggio di "Buffalo Bill" da lui creato e che lo ha reso la persona più celebre al mondo del suo tempo.
Il museo mette in mostra la fama e il successo raggiunti da Cody attraverso il suo "Buffalo Bill's Wild West Show" e affronta la sua influenza sullo sviluppo economico e culturale dell'Ovest americano.

## Museo degli indiani delle pianure
Il museo presenta la storia e gli oggetti di vita quotidiana dei vari popoli pellirosse delle pianure, le loro culture, tradizioni, valori e storie, nonché i contesti della loro vita di oggi. Il primo curatore della mostra fu George Horse-Capture, un membro arruolato della tribù A'aninin. La maggior parte della collezione proviene dal primo periodo di istituzione delle riserve indiane (1880-1930 circa). Contiene manufatti principalmente delle tribù delle Pianure Settentrionali, come Arapaho, Lakota, Crow, Cheyenne, Piedi Neri e Pawnee. Le partecipazioni includono anche importanti oggetti contemporanei, che vanno dall'arte astratta alle trapunte a stella.
Il museo sponsorizza anche un powwow annuale che si tiene il terzo fine settimana di giugno al Robbie Powwow Garden presso il Centro dell'ovest. Questo raduno attira ballerini, artigiani e visitatori da tutto il Nord America.

## Museo di arte western Whitney
Il museo espone dipinti e sculture con tema western. La galleria fu aperta per la prima volta nel 1959 e in seguito fu unita al Museo di Buffalo Bill.
Nel giugno 2009, è stato riaperto a seguito di una reinstallazione. Le repliche degli studi di Frederic Remington e Alexander Phimister Proctor aiutano i visitatori a conoscere gli artisti e le loro tecniche. Sono incluse opere di altri artisti occidentali classici, tra cui George Catlin, Edgar Samuel Paxson, Alfred Jacob Miller, Thomas Moran, Albert Bierstadt, Alexander Phimister Proctor, Joseph Henry Sharp e NC Wyeth. Artisti occidentali contemporanei includono Harry Jackson, James Bama, Deborah Butterfield, Fritz Scholder e lo scultore Grant Speed. Le stazioni interattive consentono ai visitatori di creare le proprie opere d'arte.

## Museo di storia naturale Draper
Il museo presenta circa 20 000 piedi quadri (1 900 m²)  di mostre interattive che illustrano la geologia, la fauna selvatica e la presenza umana nella regione del Grande Yellowstone. Video, diorami di storia naturale e fotografia replicano i luoghi, i suoni e gli odori della zona. Sono esposti esemplari di bisonti americani, orsi grizzly, lupi, pecore delle Montagne Rocciose, alci, wapiti e altri animali selvatici del Nordamerica

## Museo delle armi da fuoco di Cody

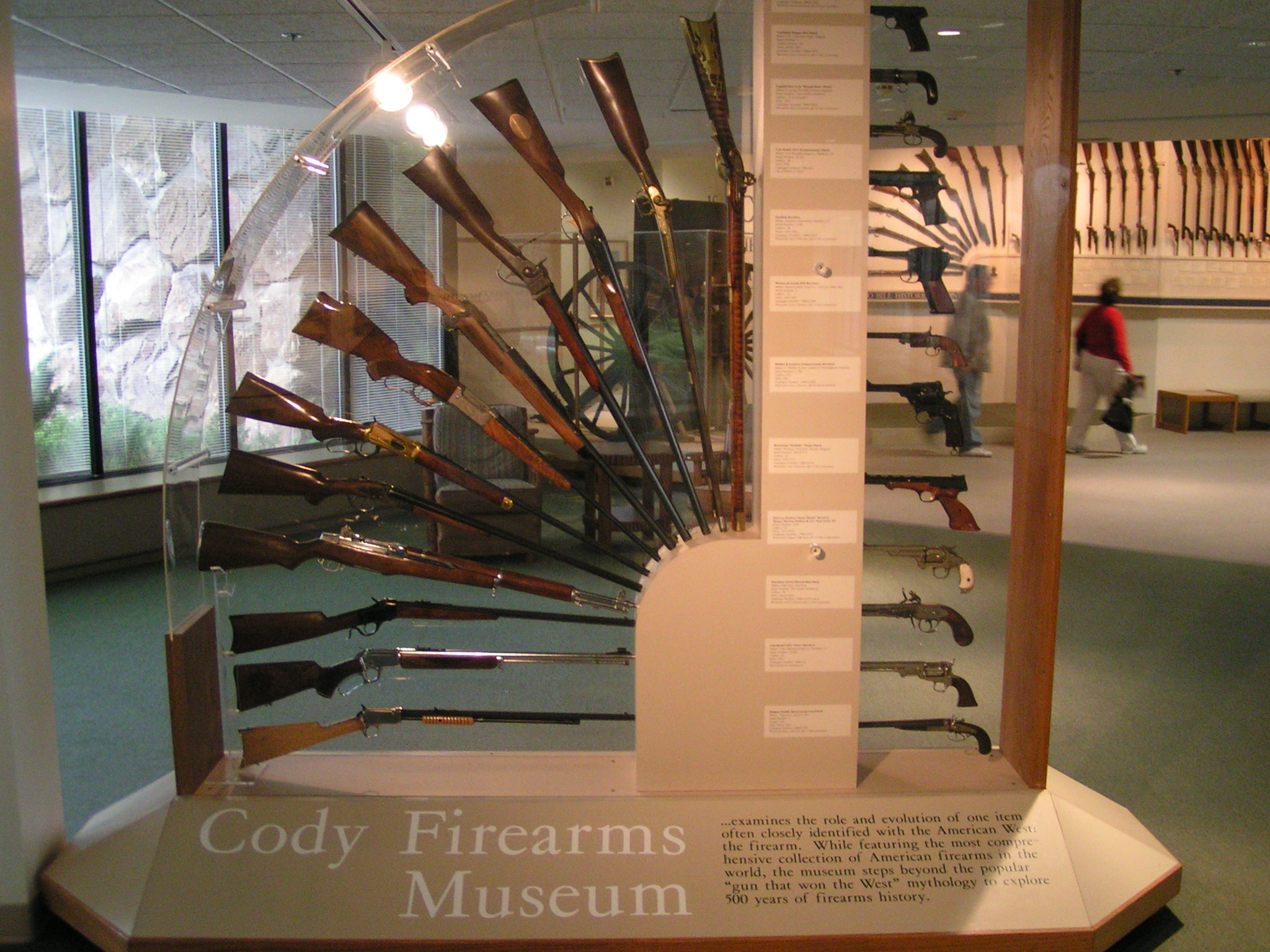
Museo delle armi da fuoco di Cody

Il museo ospita la collezione di armi da fuoco americane più completa al mondo. La collezione comprende armi da fuoco che vanno da un cannone manuale del XVI secolo fino a pistole di fabbricazione moderna.

## Biblioteca di ricerca "Harold McCracken"
La biblioteca ospita una collezione di 30.000 libri, oltre 400 raccolte di manoscritti e oltre mezzo milione di fotografie. Intitolata in memoria di Harold McCracken, scrittore, artista e sviluppatore del Buffalo Bill Center of the West, la biblioteca sostiene "lo studio in molte discipline legate all'ovest americano". La biblioteca dispone di ampie collezioni relative a Buffalo Bill, allo spettacolo del selvaggio West, gli indiani delle pianure, l'allevamento di bestiame, l'industria della pesca e della caccia, l'industria petrolifera, il Parco nazionale di Yellowstone e la Winchester Repeating Arms Company.

## Riconoscimenti
Nel 2012 il Centro ha vinto il National Association Association Award per "museo preferito per gruppi".